# Parafia św. Stanisława Biskupa w Boguszycach
Parafia świętego Stanisława Biskupa w Boguszycach – parafia rzymskokatolicka, znajdująca się w diecezji łowickiej, w dekanacie Rawa Mazowiecka. 

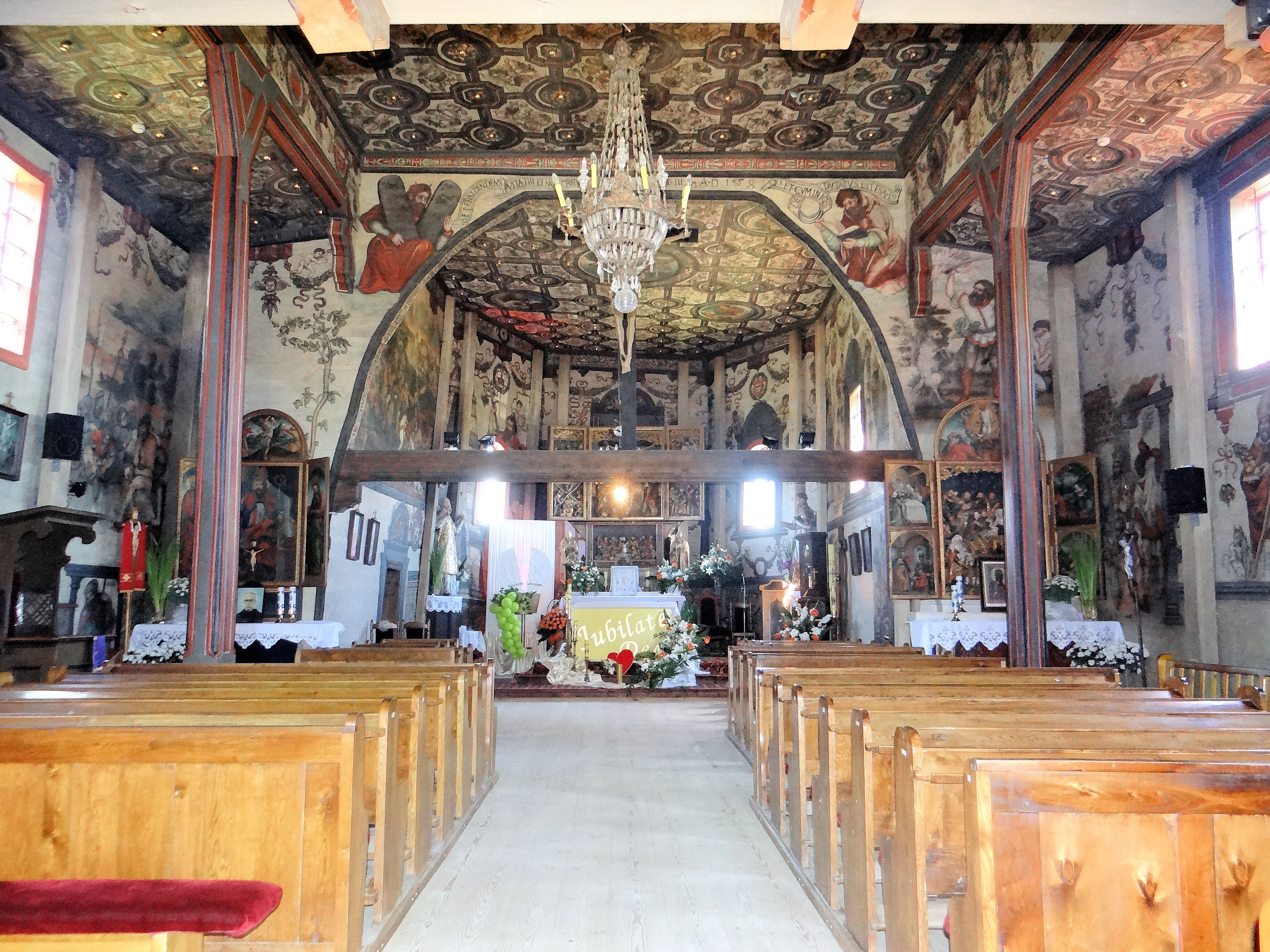
Wnętrze świątyni

Miejscowości należące do parafii: Boguszyce Duże, Boguszyce Glisna, Boguszyce Małe, Boguszyce Parcela, Dziurdzioły, Garłów, Kaliszki, Księża Wola, Małgorzatów, Nowe Byliny, Soszyce, Stare Byliny, Zarzecze, Zawady, Zielone. 